# 75 Centilitres de prière
Pour plus de détails, voir Fiche technique et Distribution.
75 Centilitres de prière est un film français réalisé par Jacques Maillot et sorti en 1994.

## Fiche technique
- Titre : 75 Centilitres de prière
- Réalisation : Jacques Maillot
- Scénario : Jacques Maillot
- Photographie : François Paumard
- Décors : Ariane Audouard
- Son : Frédéric de Ravignan
- Montage : Frédéric Krettly
- Musique : Frédéric Renaud
- Production : Magouric Production
- Pays d'origine :  France
- Durée : 29 minutes
- Date de sortie : France - mai 1994 (présentation au Festival de Cannes)

## Distribution
- Myriem Roussel
- Alain Beigel
- Éric Bonicatto
- Laura Mañá
- Olivier Py
- Philippe Macaigne
- Sascha Rau

## Distinctions

### Sélection
- Festival de Cannes 1994 (sélection de la Quinzaine des réalisateurs)[1]

### Récompenses
- Prix Jean-Vigo 1994[2]
- Prix spécial du jury au Festival international du court métrage de Clermont-Ferrand 1994[3]